# Haandværkeroptog fra Christiansborg, 1904.
Haandværkeroptog fra Christiansborg, 1904. er en dansk dokumentarisk optagelse fra 1904, der er instrueret af Peter Elfelt.

## Handling
Håndværkerlaugenes optog: Tømrerne, glarmesterne, karetmagerne, konditorne, farverne, brolæggerne, rejsende svende, fotograferne, bogtrykkerne. Optoget udgår fra Christiansborg Ridebane. Optaget i regnvejr.